# Gessia flavipennis
Gessia flavipennis là một loài tò vò trong họ Ichneumonidae.